# مارتن نيمولر
فريدرك غوستاف إميل مارتن نيمولر (بالألمانية: Emil Gustav Friedrich Martin Niemöller) لاهوتي ألماني (14 يناير 1892 - 6 مارس 1984) كان معروفاً بمعاداته للنازية وقسّا لكنيسة لوثرية اشتهر لقصيدته «أولاً جاءوا ...».
بالرغم من كونه وطنيا محافظاً، ومؤيدا في البداية لأدولف هتلر، لكنه بعد ذلك أسس كنيسة الاعتراف التي عارضت إعطاء المسحة النازية للكنائس البروستانتية في ألمانيا، عارض نيمولر سيطرة الدولة على الكنيسة وسجن لأجل ذلك في معسكرات الاعتقال من 1937 إلى 1945 ونجا من الإعدام بصعوبة، بعد فترة سجنه أبدى أسفه لأنه لم يفعل مايكفي لأجل ضحايا النازية وبدأ في الخمسينيات الميلادية مشواره كداعية سلام ومعاد للحروب كما نادى بنزع السلاح النووي.
قال مارتن نيمولر..في قصيدته الشهيرة أولاً جاءوا ...:
في ألمانيا أولا جاءوا للشيوعيين
لم أبال لأنني لست شيوعياً،
وعندما اضطهدوا اليهود
لم أبال لأنني لست يهودياً،
ثم عندما اضطهدوا النقابات العمالية لم أبال لأني لم أكن نقابيا
..بعدها عندما اضطهدوا الكاثوليك لم أبال لأني بروتستنتي
..و عندما أضطهدوني انا..
لم يبق أحد حينها ليدافع عني

## صباه ومشاركته في الحرب العالمية الأولى
ولد مارتن نيمولر في ليباشتات، ثم نشأ في المقاطعة البروسية في وستفاليا (الآن في شمال الراين - وستفاليا)، في 14 يناير 1892 لوالديه القسّ اللوثري هاينريش نيمولر وزوجته بولين (كنيتها قبل الزواج: مولر)، وترعرع في جو عائلة محافظة للغاية. في عام 1900، انتقلت الأسرة إلى بلدة إلبرفيلد حيث أنهى دراسته، وهناك أجرى امتحان أبيتور (امتحانٌ نهائي للمدارس الثانوية الأكاديمية) في عام 1908.
بدأ حياته المهنية كضابطٍ في البحرية الإمبراطورية للإمبراطورية الألمانية، وفي عام 1915، عُيّن في قوارب يو بوت. كانت سفينته الأولى SMS Thüringen. في أكتوبر من ذلك العام، انضم إلى السفينة الأم الغواصة فولكان، وتبِع ذلك خضوعه للتدريب على الغواصة يو-3. في فبراير 1916، أصبح ضابطًا ثانيًا في الغواصة يو-73، وجرى تكليفه بمهام في البحر الأبيض المتوسط في أبريل 1916. هناك قاتلت الغواصة على جبهة سالونيك، حيث نفّذت دوريات في مضيق أوترانتو ومنذ ديسمبر 1916 فصاعدًا، عمدت على زرع العديد من الألغام على جبهة ميناء بورسعيد وشاركت في غارةٍ تجارية (حرب تجارية). أبحرت الغواصة إس إم يو-73 التي كانت ترفع العلم الفرنسي كخدعة حرب، وأبحرت لتتجاوز سفنًا حربية بريطانية وقذفت نسختين من سفن قوات الحلفاء وبارجةً حربية بريطانية.
في يناير 1917، كان نيمولر ملّاحًا لدى يو-39. في وقتٍ لاحق عاد إلى كيل، وفي أغسطس 1917، أصبح أول ضابطٍ في غواصة يو-151، التي هاجمت العديد من السفن في جبل طارق (جبرلتار) في خليج غاسكونيا، وأماكن أخرى. خلال هذا الوقت، حقّق طاقم الغواصة إس إم يو-151 رقمًا قياسيًا عقب إغراقهم لما يقدّر وزنه بنحو 55 ألف طن من سفن الحلفاء في 115 يومًا في البحر. في يونيو 1918، أصبح قائد غواصة يو سي-67. وتحت قيادته، حقّقت غواصة يو سي-67 إغلاقًا مؤقتًا لميناء مرسيليا الفرنسي من خلال إغراق السفن في المنطقة وذلك بقصفها بالطوربيدات، وزرع الألغام.
وتكريمًا لإنجازاته، حصل نيمولر على الصليب الحديدي من الدرجة الأولى. عندما شارفت الحرب على نهايتها، قرّر أن يصبح قسًّا، وهي قصة رواها لاحقًا في كتابه Vom U-Boot zur Kanzel (من الغواصة إلى المنبر). في نهاية الحرب، استقال نيمولر من منصبه؛ إذ رفض الحكومة الديمقراطية الجديدة للإمبراطورية الألمانية التي تشكّلت بعد تنازل الإمبراطور الألماني فيلهلم الثاني.

## جمهورية فايمار والتعليم كقسّ
في 20 يوليو 1919، تزوّج من إلزه بريمر (وُلدت في 20 يوليو 1890، وتُوفيت في 7 أغسطس 1961). في نفس العام، بدأ العمل في مزرعةٍ في فيرسين بالقرب من أوسنابروك لكنه تخلّى عن فكرة أن يصبح مزارعًا لأنه لم يكن قادرًا على شراء مزرعته الخاصة. سعى بعد ذلك لتحقيق فكرته السابقة ليصبح قسًّا لوثريًا ودرس اللاهوت البروتستانتي في جامعة مونستر في مونستر من عام 1919 إلى عام 1923. كان دافعه هو طموحه في أن يقدّم مضمونًا ونظامًا لمجتمعٍ مضطرب من خلال الإنجيل والهيئات الكنسية.
أثناء انتفاضة الرور (انتفاضة آذار) في عام 1920، كان قائد كتيبة «الثالثة اكاديمشين فير مونستر» التي تنتمي إلى ميليشيا فرايكوربس (الفيلق الحر).
نصب نيمولر كاهنًا في 29 يونيو 1924. في وقتٍ لاحق، عيّنته الكنيسة الإنجيلية الموحّدة للاتحاد البروسي القديم راعي أبرشية كنيسة المُخلّص في مونستر. بعد أن عمل كخوليّ لدى البعثة الداخلية في مقاطعة وستفاليا الكنسية البروسية القديمة، أصبح نيمولر في عام 1931 راعيًا لجيسوس كريستوس كيرش (التي تضمّ رعيّة مع كنيسة القديس آن) في داهليم، ضاحية غنية في برلين.

## روابط خارجية
- مارتن نيمولر على موقع الموسوعة البريطانية (الإنجليزية)
- مارتن نيمولر على موقع مونزينجر (الألمانية)
- مارتن نيمولر على موقع ديسكوغز (الإنجليزية)